# Amisk River
Amisk River är ett vattendrag i Kanada.   Det ligger i provinsen Alberta, i den centrala delen av landet, 2 700 km väster om huvudstaden Ottawa.
Trakten runt Amisk River består till största delen av jordbruksmark. Trakten runt Amisk River är nära nog obefolkad, med mindre än två invånare per kvadratkilometer.